# El Limón, Petlalcingo
El Limón är en ort i Mexiko.   Den ligger i kommunen Petlalcingo och delstaten Puebla, i den sydöstra delen av landet, 200 km sydost om huvudstaden Mexico City. El Limón ligger 1 514 meter över havet och antalet invånare är 268.
Terrängen runt El Limón är huvudsakligen kuperad, men åt sydväst är den platt. Runt El Limón är det ganska glesbefolkat, med 47 invånare per kvadratkilometer. Närmaste större samhälle är Petlalcingo, 11,3 km norr om El Limón. I omgivningarna runt El Limón växer huvudsakligen savannskog.